# 清水灣半島 (住宅)
清水灣半島（英語：Oscar by the Sea），位於香港新界將軍澳百勝角蓬萊路8號，是新鴻基地產及香港氧氣共同發展的臨海私人住宅屋苑，由蔣匡文建築師事務所設計。物業分為7座樓高40至59層的大廈，共提供1959伙單位。屋苑於2001年開售，於2001年7月27日入伙（1期）及2002年6月1日入伙（2期），管理公司為新鴻基地產旗下的康業服務。清水灣半島的北面部份是前香港氧氣廠房，南面部份是填海地皮。

## 項目背景
發展商在廣告將項目定位為「精雕細琢的巨星級尊貴豪宅」，一切以你和你的家人為中心，荷李活巨星級生活典範顯露無遺。

## 物業詳情
屋苑設7座樓高40至59層的分層住宅大樓，提供1959伙分層單位，實用面積由481至1,042方呎。屋苑亦是首個淨住宅部分逾40層的私人屋苑，為符合香港消防法例，其中第5至第8座於31R樓設有隔火層。
所有樓宇均採用通力提供的升降機。

## 設施

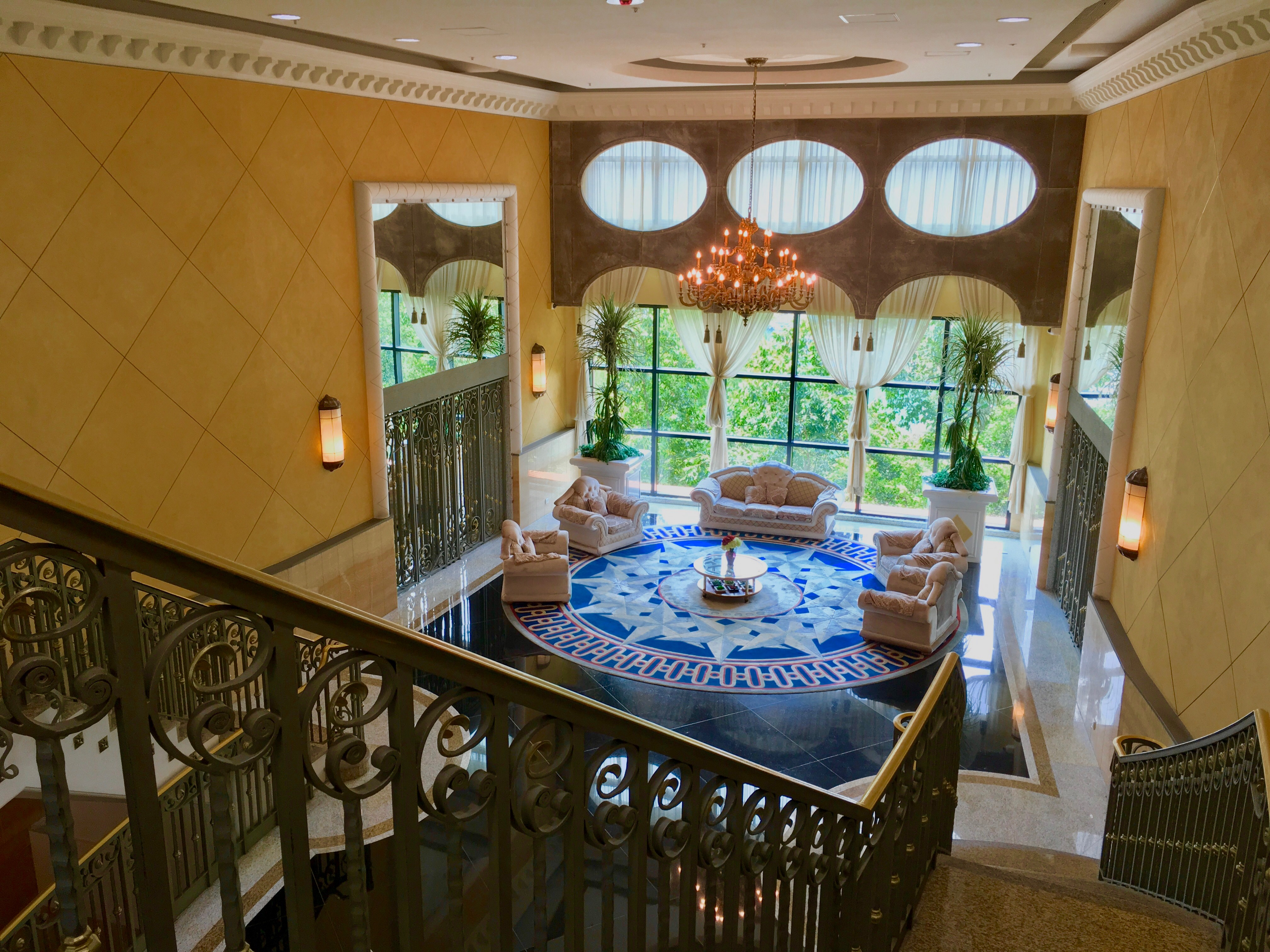
住客會所休憩雅座

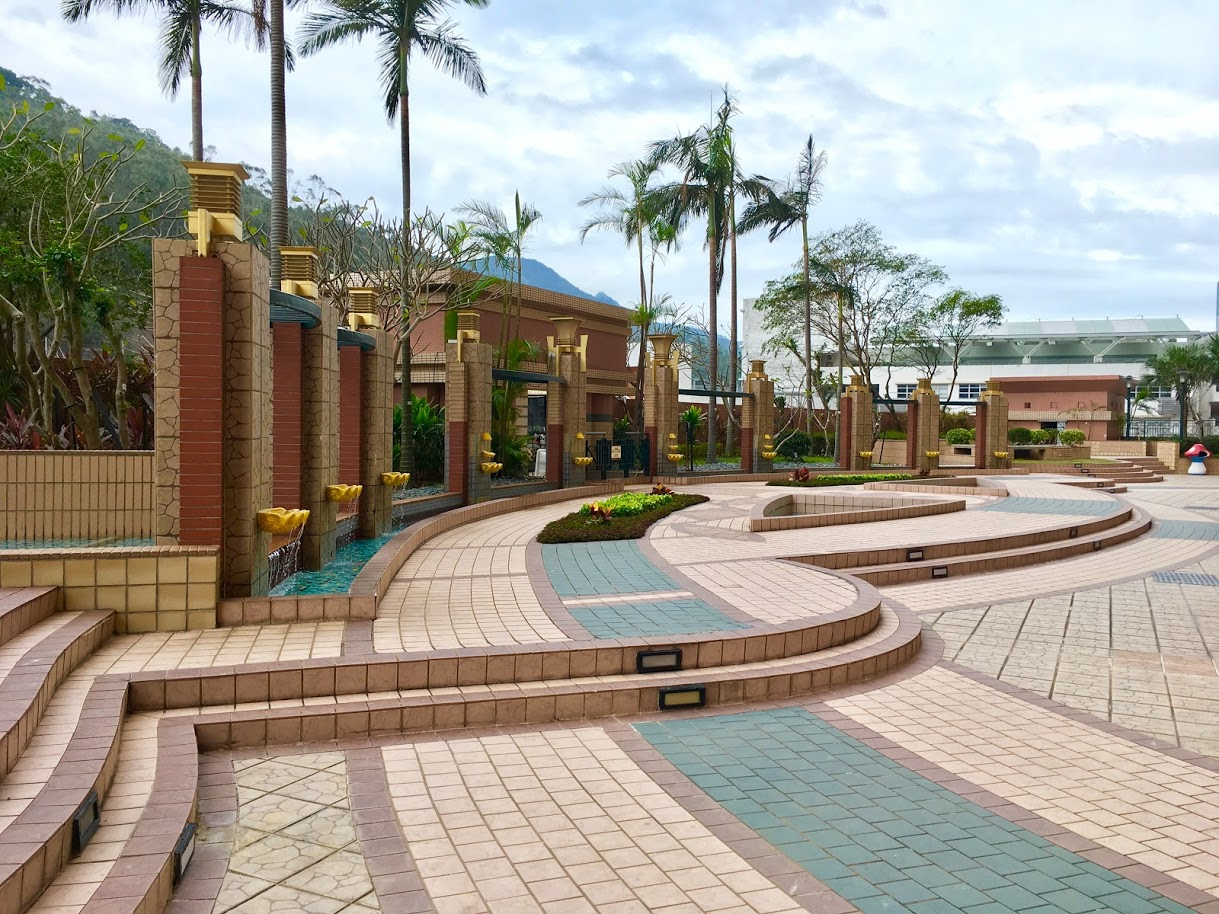
清水灣半島1期平台

屋苑設有以電影為主題之豪華住客會所Oscar Club，面積逾35,000呎，內設立體電影院「星光劇院」、餐廳「星藝茶座」、休憩雅座、25米室內恆溫泳池、室外嬉水池、按摩池、桑拿浴室、蒸氣室、燒烤場、親子種植場、攀石場、網球場、高爾夫球練習場、健身室、健康舞室、音樂室、圖書室、乒乓球室、室內多用途運動場及兒童遊戲室等設施。
屋苑另設有面積逾110,000平方呎的園藝式花園及休憩場地，分別以電影「時光倒流七十年」為靈感的懷舊情園、「奪寶奇兵」及「小飛俠 Peter Pan」為題材。

### 環境
屋苑雄踞清水灣顯赫臨海地段，單位景觀優美，前方為偌大綠化地帶，遠離繁囂，環境清幽，亦可飽覽藍塘海峽及將軍澳南建築物。另一方向的極高層單位可飽覽銀線灣。

## 交通

### 私家車
屋苑設有803個住客車位，住客車位比例是全將軍澳最高。由清水灣半島出發，在沒有紅綠燈阻擋的情況下可直達將軍澳隧道，是駕駛者理想的居住地點。

### 小徑
灣畔徑連接清水灣半島及對面一條行人路，並可步行往將軍澳海濱長廊、澳南海岸、將軍澳廣場。

### 公共交通
使用新界的士必須在環保大道啟思中學外及對面的停車彎上落客。

## 毗鄰
- 將軍澳南海濱長廊
- 啟思中學（Creative Secondary School），國際學校，設全港最貴的IB文憑課程
- 日出康城
- 邵氏影城

## 宣傳
2001年會所Oscar Club開幕時，邀得2000年悉尼奧運跳水金牌得主伏明霞小姐主持儀式。

## 知名住客
由於清水灣半島接近電視廣播城，故此成為區內繼日出康城外另一個吸引該台藝員置業的物業，當中包括：
- 單立文，香港男演員，前樂隊組合藍戰士組員
- 胡蓓蔚，香港女歌手，香港女演員
- 袁偉豪，香港先生，TVB男藝人（現已遷出）
- 陳敏之，TVB女藝人，前香港模特兒
- 陳山聰，TVB男藝人
- 唐詩詠，TVB女藝人
- 楊思琦，香港小姐冠軍，香港女演員，香港女藝人
- 陳蕊蕊，香港女藝人

## 外部連結
- 清水灣半島網頁(住戶)
- 清水灣半島地圖 （页面存档备份，存于）
- 清水灣半島管理公司網站 （页面存档备份，存于）

22°18′27″N 114°16′01″E / 22.307599°N 114.267020°E